# Coupe de la UAEFA
La Coupe de la UAEFA (Fédération des Émirats arabes unis de football) (كأس الإتحاد الإماراتي) a été créée en 2004.

## Histoire
Lors de l'édition 2006-2007 de la Coupe de la fédération, l'importance de la compétition est remise en question : la plupart des joueurs titulaires ne peuvent en effet pas y participer pour cause de matchs avec leur sélection nationale.

## Palmarès
- 1993 : Al Wasl Dubaï
- 1994 : Al Wahda Abu Dhabi
- 1995-1999 : pas de compétition
- 2000 : Al Nasr Dubaï
- 2001 : Al Wahda Abu Dhabi
- 2002 : Al Nasr Dubaï
- 2003-2004 Pas de compétition
- 2005 : Al Ayn Club 1-1 T.B 10-9 Al Ahly Dubaï
- 2006 : Al Ayn Club 4-1 Al Wahda Abu Dhabi[2]
- 2007 : Al Jazira Abu Dhabi 4-1 Al Ahly Dubaï
- 2008- 2009 : pas de coupe
- 2010 : Dubai Club 2-2 T.B 5-3 Al Sha'ab Sharjah
- 2011 : Ajman Club
- 2012 : Al-Dhafra